# Shacman F3000
Shacman F3000 — сімейство важких вантажівок повною масою до 60 тонн китайської компанії Shaanxi Automobile Manufacturing Plant. Автомобіль прийшов на заміну Shacman F2000.

## Shacman F2000

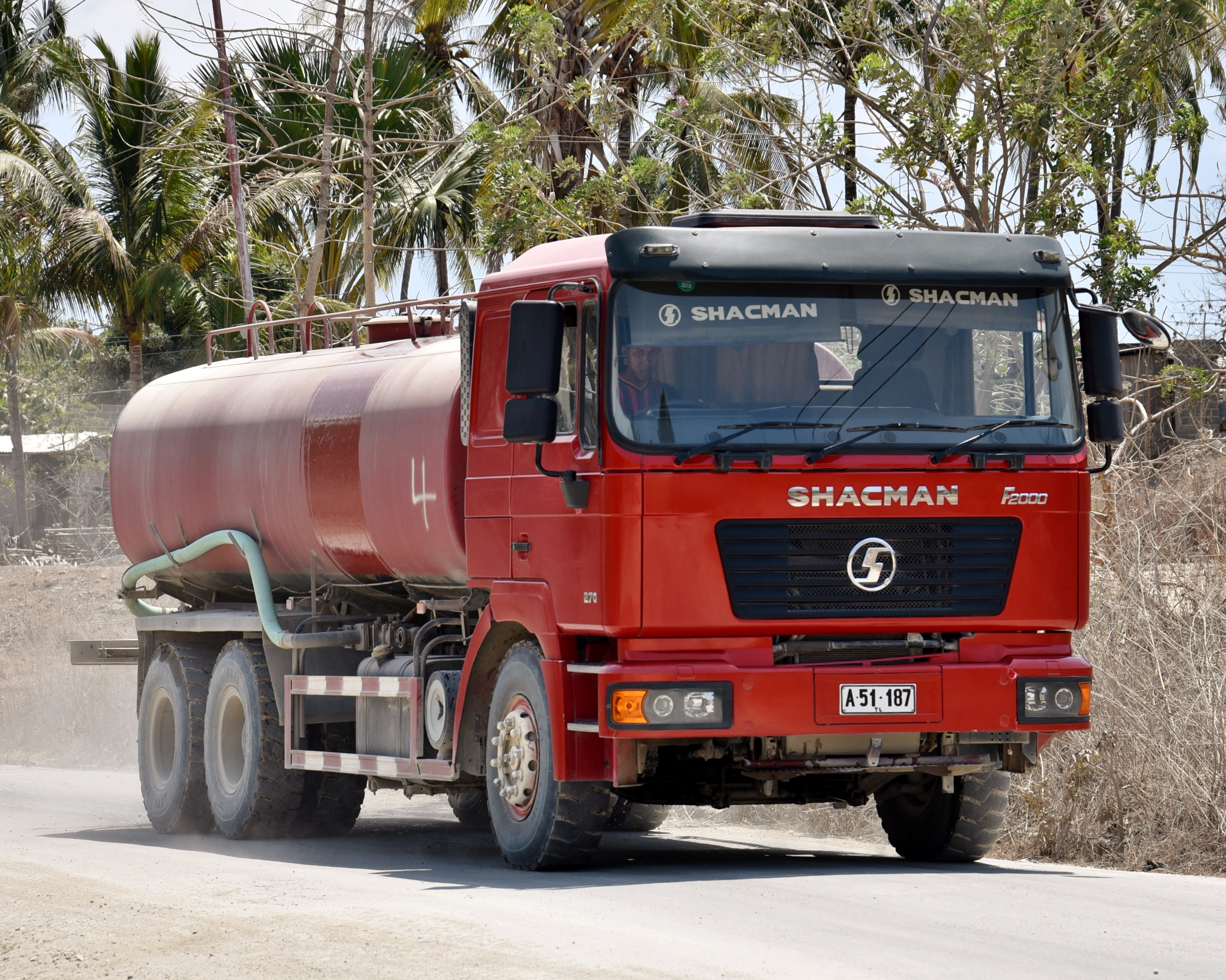
Shacman F2000

Shacman F2000 є модернізованою версією MAN F2000, пропонується в ролі сідлових тягачів, самоскидів, шасі та бортових вантажівок з колісними формулами 4х2, 6х2, 6х4 і 8х4 та двигунами Weichai Power WP10, WP12 потужністю від 270 до 420 к.с. або Cummins ISM Series потужністю від 345 до 420 к.с., які відповідають нормам Євро-2 - Євро-5.

## Shacman F3000
В основі Shacman F3000 лягла конструкція вантажівки MAN F2000. Shacman F3000 доступні як сідлові тягачі, самоскиди, шасі та бортові вантажівки з колісними формулами 4х2, 6х4 і 8х4. Двигуни Weichai Power WP10, WP12 потужністю від 270 до 460 к.с. або Cummins ISM Series потужністю від 345 до 420 к.с., які відповідають нормам Євро-2 - Євро-5.

## Shacman M3000

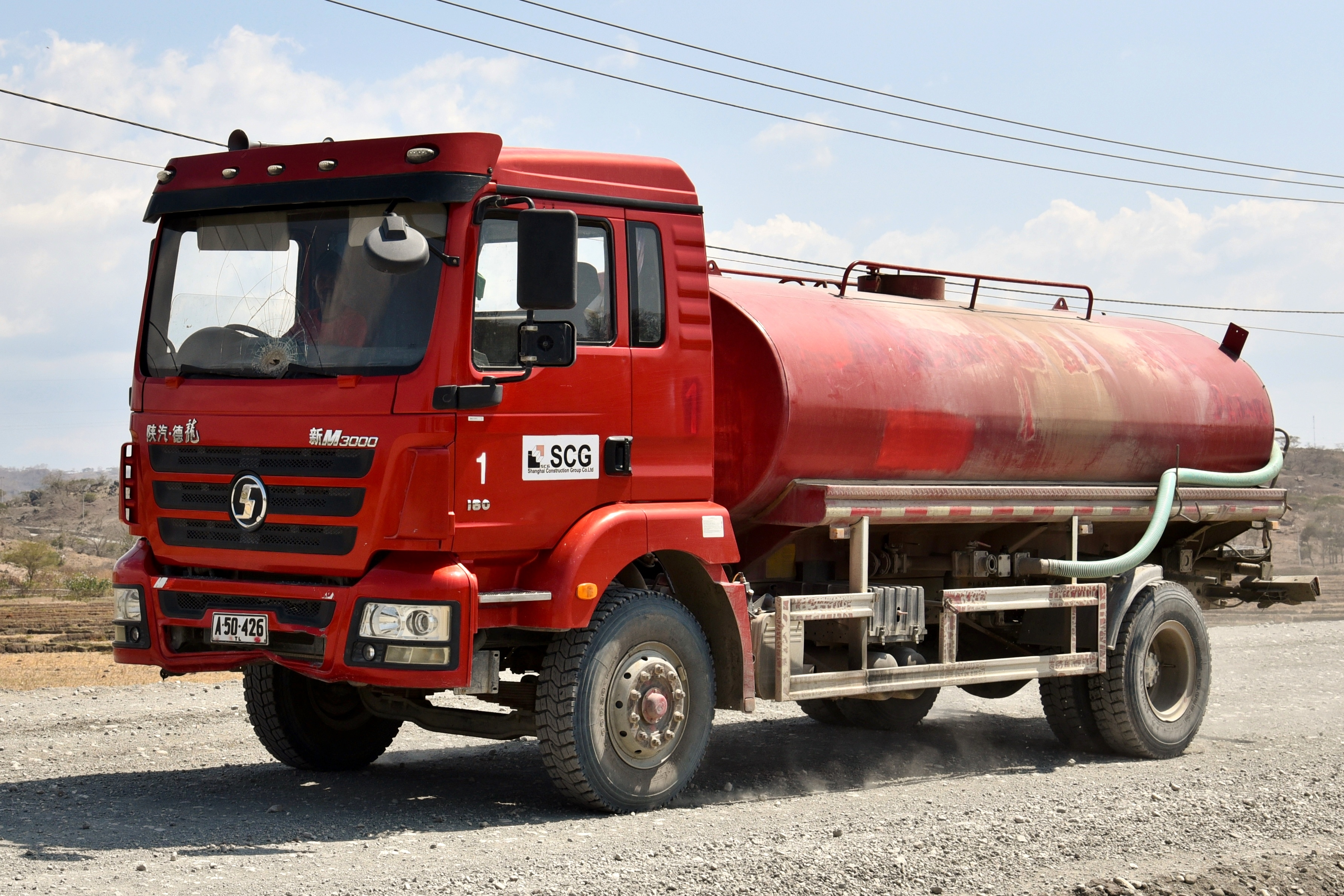
Shacman M3000

18 грудня 2011 року на конференції в Hangzhou, компанія Shaanxi представила нову модель M3000. Полегшена вантажівка нового покоління надійшла в продаж в першому кварталі 2012 року. Сімейство M3000 включить тягачі, самоскиди, шасі та спеціальні моделі. Зовні M3000 практично копія тяжчого F3000. З видимих відмінностей - нові двері з похилою лінією бічних вікон і інший бампер. Використання в конструкції легких матеріалів дозволило знизити вагу вантажівки і підвищити ефективність вантажоперевезень. А ось двигун залишився колишнім - Weichai WP7 або WP10. Цікаво, що при розробці M3000 проводили краш-тест кабіни за європейським стандартом ECE-R29, після чого були внесені деякі зміни в конструкцію її каркаса.

## Shacman X3000

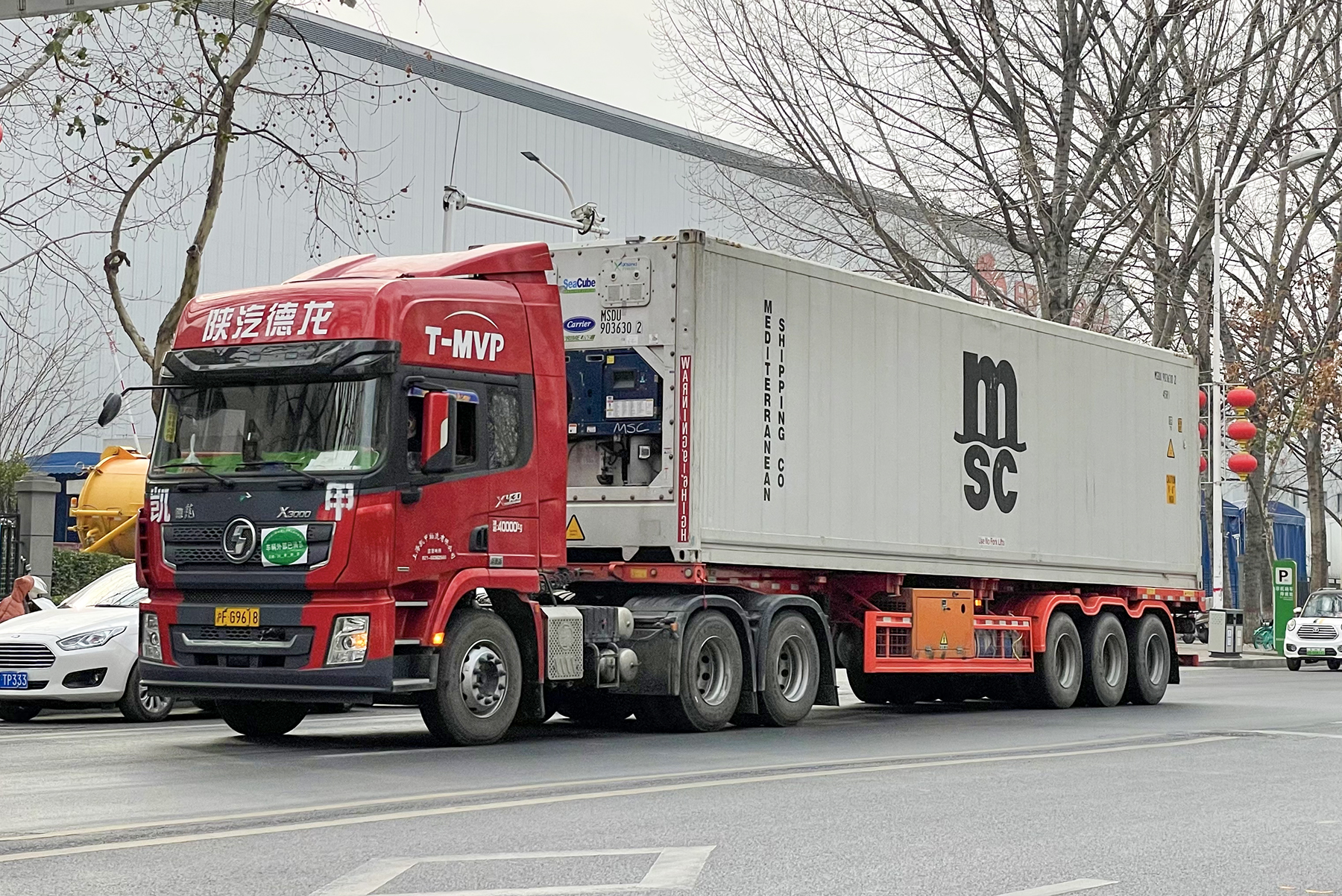
Shacman X3000

Самоскид Shacman X3000 є новітнім китайським вантажним автомобілем, в якому внесено дуже багато інновацій і змін з часів самоскидів F2000 і F3000. Дизайн кабіни Shacman схожий на дизайн кабіни MAN сімейства F2000, відмінність лише в формі решітки.
Автомобіль має відмінні робочі параметри. Максимальна вантажопідйомність становить 30 тонн, при спорядженій масі 14,5 тонн. Максимальна швидкість Shacman X3000 95 км/год, при середній витраті палива 36 літрів на 100 км і ємності бака 380 літрів. На самоскид встановлюється шестициліндровий турбований двигун 9,7 л потужністю 336 к.с. Мотор відповідає стандартам Євро-4. Shacman X3000 має коробку передач Fast Fuller американської компанії. Мости самоскида виготовлені за технологією німецького концерну MAN.

## Shaanxi X6000

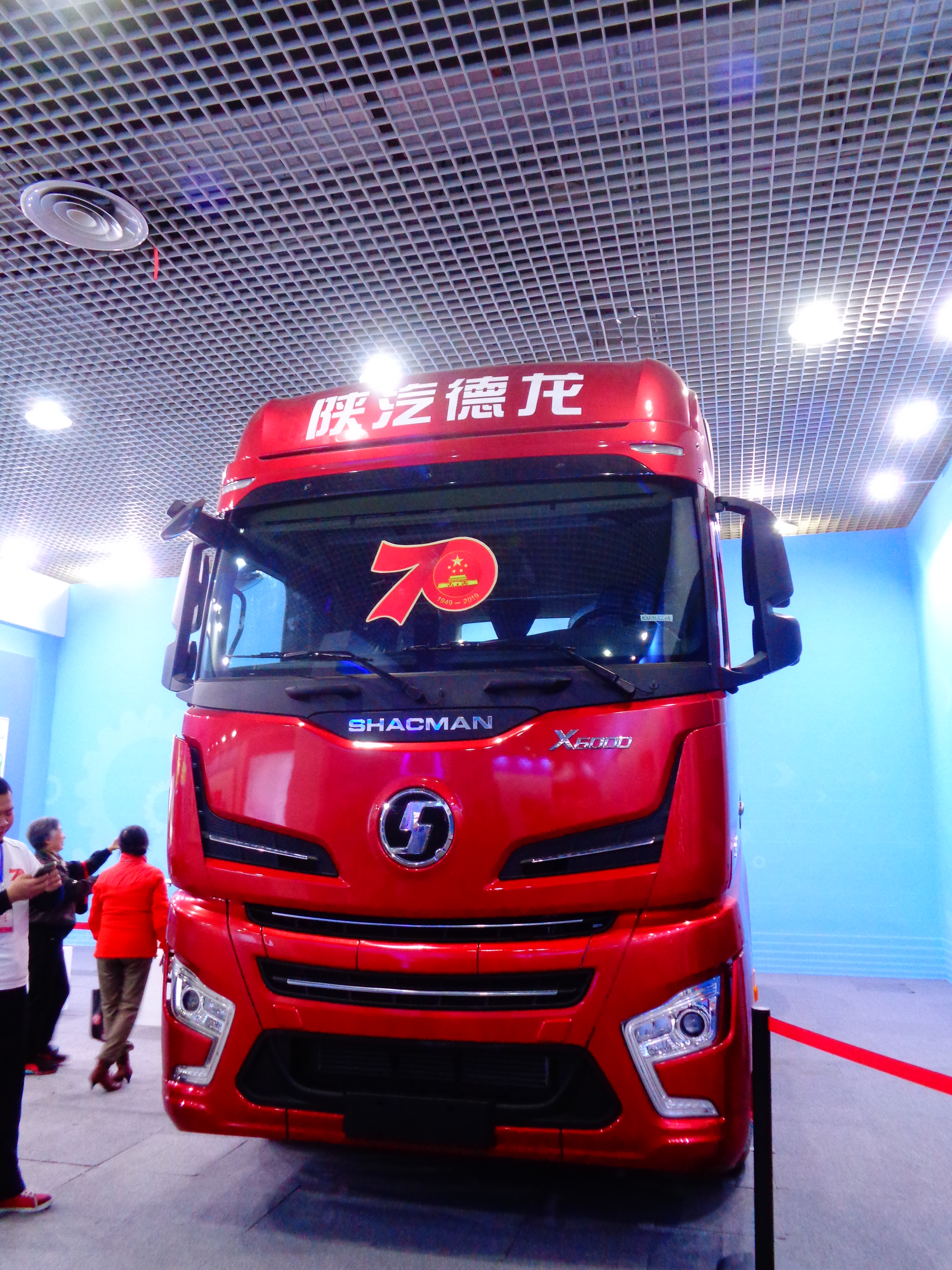
Shaanxi Delong X6000

В кінці 2017 року Shaanxi показав нову топову модель Delong X6000. Її легко впізнати за новою широкою кабіною з високим дахом і спальним відсіком.
У модельний ряд увійшли сідлові тягачі з колісною формулою 4х2 і 6х4. Базовим двигуном став Cummins ISM11E5 потужністю 450 к.с. Більш потужний 550 к.с. дизель і автоматизована коробка передач доступні в якості опції. Серед стандартного устаткування - гідродинамічний сповільнювач, дискові гальма, EBS і сидіння на пневматичній.